# John Blackwall

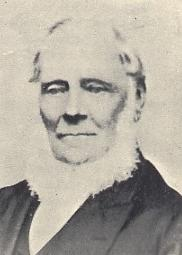
John Blackwall

John Blackwall (* 20. Januar 1790 in Manchester; † 11. Mai 1881 in Hendre House bei Llanrwst, Wales) war ein britischer Naturforscher.
Blackwall lebte von 1833 bis zu seinem Tode in Llanrwst in Nord-Wales. Schon in jungen Jahren war er an der Natur interessiert; zunächst galt sein Interesse den Vögeln, später den Spinnen. Seinen ersten Artikel über Spinnen veröffentlichte er 1827.
Er veröffentlichte "A History of the Spiders of Great Britain and Ireland (2 vols., 1861-1864)" (Geschichte der Spinnen Großbritanniens und Irland). Sie umfasste 340 Arten und war die erste angemessene Beschreibung der britischen Spinnenfauna. 10 der Tafeln wurden von Octavius Pickard-Cambridge und zwölf weitere von dem irischen Naturforscher Robert Templeton erstellt.
Blackwalls Arbeit zeigte die signifikanten Lücken der Naturforschung in diesem Bereich auf und verdeutlichte den Forschungsbedarf der Arachnologie. Insbesondere galt sein Interesse den sehr kleinen Arten, wie den Baldachinspinnen Neriene und Walckenaera.